# Tolga (Naturstein)
Tolga (im Export Tolga White genannt) ist ein norwegisches Gestein, ein Trondhjemit, der in der Nähe des Ortes Tolga abgebaut wird. Er entstand vor 430 Millionen Jahren im Silur. 

## Geologie und Vorkommen
Trondhjemite bilden sich mit Tonaliten und Granodioriten bei der Aufschmelzung basaltischer Krusten in Subduktionszonen. Trondhjemite kommen meist in metamorph überprägter Form vor.
Das Tolga-Vorkommen befindet sich im Norden der Ortschaft Tolga und weitere Vorkommen von Trondjemiten befinden sich zwischen dem Trondheimsfjord und Österdal.

## Gesteinsbeschreibung und Mineralbestand
Tolga ist durch den hohen Anteil von Plagioklas um etwa 59 % ein sehr helles Gestein. Tolga enthält 29 % Quarz, 3 % Biotit, 4 % Epidot und 0,5 % Titanit. Biotit ist relativ gleichmäßig verteilt und verleiht dem Gestein ein gleichmäßig gekörntes Gefüge. Dieser Naturstein enthält keinen Kalifeldspat.

## Verwendung
Tolga wurde ab den 1970er Jahren nach Deutschland und auch nach Europa und Übersee exportiert.
Verwendet wird dieser Naturstein vor allem im Bauwesen, in der Außenarchitektur als Fassadenplatten und in der Innenarchitektur in Bädern als Waschtisch und in Küchen als Arbeitsplatten und für Boden- und Treppenbeläge. Wegen seiner Eigenschaften ist er für Grabmale gut geeignet und wird auch im Garten- und Landschaftsbau sowie als Mauerwerk verwendet.
Tolga ist frostfest und polierbar. In seinen technischen Eigenschaften ähnelt er den Graniten.